# 安芸銀治
安芸 銀治（あき ぎんじ、1994年6月4日 - ）は、千葉県松戸市出身のサッカー選手。ポジションはフォワード。

## 来歴
習志野高校から、流通経済大学へ進学。その後、2016年にJリーグのブラウブリッツ秋田に加入した。
2017年、J3リーグ開幕戦にてJリーグ初出場をした。
2018年、ラインメール青森FCに期限付き移籍。
2018年を以て、ブラウブリッツ秋田、ラインメール青森共に契約満了。
2019年2月、アイルランド3部のクラムリン・ユナイテッドFCへの移籍が発表された。
2020年はアイルランドのグレンビルFCでプレーした。
2021年3月26日、COEDO KAWAGOE F.Cと契約。
2021年10月31日にCOEDO KAWAGOE F.C退団が発表される。その翌日の11月1日に千葉県流山市からJリーグ入りを目指す社会人サッカークラブNAGAREYAMA F.C.を立ち上げ、2022年から活動開始することを発表した。なお、6月に運営法人の「株式会社流山FC」が設立されている。

## 所属クラブ
- 柏イーグルスTOR’82
- 習志野高校
- 流通経済大学サッカー部
- 2017年 - 2018年  ブラウブリッツ秋田
- 2018年  ラインメール青森FC（期限付き移籍）
- 2019年  クラムリン・ユナイテッドFC
- 2020年  グレンビルFC
- 2021年  COEDO KAWAGOE F.C

## 個人成績
| 国内大会個人成績 | 国内大会個人成績 | 国内大会個人成績 | 国内大会個人成績 | 国内大会個人成績 | 国内大会個人成績 | 国内大会個人成績 | 国内大会個人成績 | 国内大会個人成績 | 国内大会個人成績 | 国内大会個人成績 | 国内大会個人成績 |
| 年度             | クラブ           | 背番号           | リーグ           | リーグ戦         | リーグ戦         | リーグ杯         | リーグ杯         | オープン杯       | オープン杯       | 期間通算         | 期間通算         |
| 年度             | クラブ           | 背番号           | リーグ           | 出場             | 得点             | 出場             | 得点             | 出場             | 得点             | 出場             | 得点             |
| 日本             | 日本             | 日本             | 日本             | リーグ戦         | リーグ戦         | リーグ杯         | リーグ杯         | 天皇杯           | 天皇杯           | 期間通算         | 期間通算         |
| ---------------- | ---------------- | ---------------- | ---------------- | ---------------- | ---------------- | ---------------- | ---------------- | ---------------- | ---------------- | ---------------- | ---------------- |
| 2017             | 秋田             | 13               | J3               | 7                | 0                | -                | -                | 0                | 0                | 7                | 0                |
| 2018             | 青森             | 16               | JFL              | 15               | 1                | -                | -                | 0                | 0                | 15               | 1                |
| アイルランド     | アイルランド     | アイルランド     | アイルランド     | リーグ戦         | リーグ戦         | リーグ杯         | リーグ杯         | オープン杯       | オープン杯       | 期間通算         | 期間通算         |
| 2019             |                  |                  |                  |                  |                  |                  |                  |                  |                  |                  |                  |
| 通算             | 日本             | 日本             | J3               | 7                | 0                | -                | -                | 0                | 0                | 7                | 0                |
| 通算             | 日本             | 日本             | JFL              | 15               | 1                | -                | -                | -                | -                | 15               | 1                |
| 総通算           | 総通算           | 総通算           | 総通算           | 22               | 1                | -                | -                | 0                | 0                | 22               | 1                |

- Jリーグ初出場 - 2017年3月12日 J3第1節 対ギラヴァンツ北九州戦 (ミクニワールドスタジアム北九州)

## タイトル
ブラウブリッツ秋田
- J3リーグ：1回（2017年）